# Сан-Джорджо-Скарампи
Сан-Джорджо-Скарампи (итал. San Giorgio Scarampi) — коммуна в Италии, располагается в регионе Пьемонт, в провинции Асти.
Население составляет 122 человека (2008 г.), плотность населения составляет 20 чел./км². Занимает площадь 6 км². Почтовый индекс — 14059. Телефонный код — 0144.
Покровителем коммуны почитается святой апостол Варфоломей, празднование 24 августа.

## Демография
Динамика населения:

## Администрация коммуны
- Официальный сайт: http://www.comune.sangiorgioscarampi.at.it